# オクサナ・バウリナ
オクサナ・ヴィークトロヴナ・バウリナ（ロシア語: Оксана Викторовна Баулина、1979年11月1日 - 2022年3月23日）は、ロシアのジャーナリスト。2022年に勃発したロシアのウクライナ侵攻を現地取材中ロシア軍により殺害された。

## 経歴
『InStyle』、『タイムアウト』、『グラマー』などの雑誌で記者として働いた。
2013年のモスクワ市長選挙ではアレクセイ・ナワリヌイ陣営に参加して写真やビデオのキャンペーンの作成にあたった。
2016年にナワリヌイの創設した反汚職基金にも参加し、ナワリヌイのYouTubeチャンネルのディレクターを務めた。リューボフ・ソボルやニコライ・ラスキンらとともに朝テレビ番組「サボテン（Кактус）」を立ち上げた。
2017年にプーチン政権への抗議運動を取り上げた際に放送が中断されて逮捕される言論弾圧を受けた。「反汚職基金」も非合法化されたためロシア出国を余儀なくされ、国外からロシアの政治汚職追及を続けた。
ポーランド・ワルシャワに居住を移し、ラジオ・フリー・ヨーロッパやメディアゾナなどと協力してベルサットTVで「Вот так」という番組を始めた。2021年11月以降は『ザ・インサイダー』誌で働いていた。2022年2月24日に勃発したウクライナ侵攻において同紙の記者としてロシア軍が侵攻中のウクライナを取材したが、2022年3月23日にキエフのポジリスキー広場において被害の様子を取材していたところ、ロシア軍のロケット弾の砲撃で殺害された。
『ザ・インサイダー』誌がバウリナの死を発表した。同僚は「強い道徳感をもつジャーナリストだった」と追悼した。同誌は「今後もロシアの戦争犯罪を含め、ウクライナの戦争に関する報道を続ける。今も住宅地の無差別砲撃で民間人やジャーナリストが殺害されている」と声明した。
ロシアで投獄中のナワリヌイの広報は「勇気あふれる誠実で素晴らしいジャーナリストだった」と哀悼を表明した。
国際NPO「ジャーナリスト保護委員会」によれば3月中にウクライナで死亡したジャーナリストはバウリナで5人目になるという。